# Locupletazione
Locupletazione: lo_cu_ple_ta_zió_ne = s. f. (dal lat. tardo locupletatio-onis, letteralmente: arricchimento).
Per quanto raro esso è un vocabolo frequente nella prassi formale giuridica, soprattutto nel campo dei lasciti e delle eredità essendo un significante strettamente legato al suo originale significato latino di locupletazione ovvero "arricchimento" mediante acquisizione patrimoniale (specialmente di immobili).  
Quando la locupletazione avviene a carico di altri in modo ingiustificato o privo di sostegno giuridico esso si dice "ingiusta locupletazione".
Una notazione specifica sulla locuzione "ingiusta locupletazione".
Significa letteralmente: arricchimento ingiustificato e indiretto. Nel codice civile italiano l'articolo 2041 sancisce l'obbligo del risarcimento in caso si accerti l'ingiusto arricchimento creato mediante spostamenti patrimoniali ingiustificati in danno di qualcuno.
Un soggetto che attui una pratica che gli crei un arricchimento patrimoniale senza averne titolo giuridico è obbligato a indennizzare il soggetto passivo che subisce il danno patrimoniale. Tale indennizzo è nella identica misura del danno subito non potendosi scavalcare il limite dell'effettivo valore sottratto perché in tal caso si avrebbe uno speculare  ingiusto beneficio.
Nella legislazione civile italiana, all'articolo 2041 del codice civile, è individuata l'azione generale di arricchimento, volta essenzialmente a evitare che possano sussistere degli spostamenti patrimoniali senza giustificazione. Così si evince dallo stesso dato letterale laddove si spiega che “Chi, senza una giusta causa, si è arricchito a danno di un'altra persona è tenuto…a indennizzare quest'ultima…”.
Il tanto è stato tolto e tanto deve essere restituito è il collegamento eziologico tra le azioni giuridicamente definite.